# Su Tseng-chang

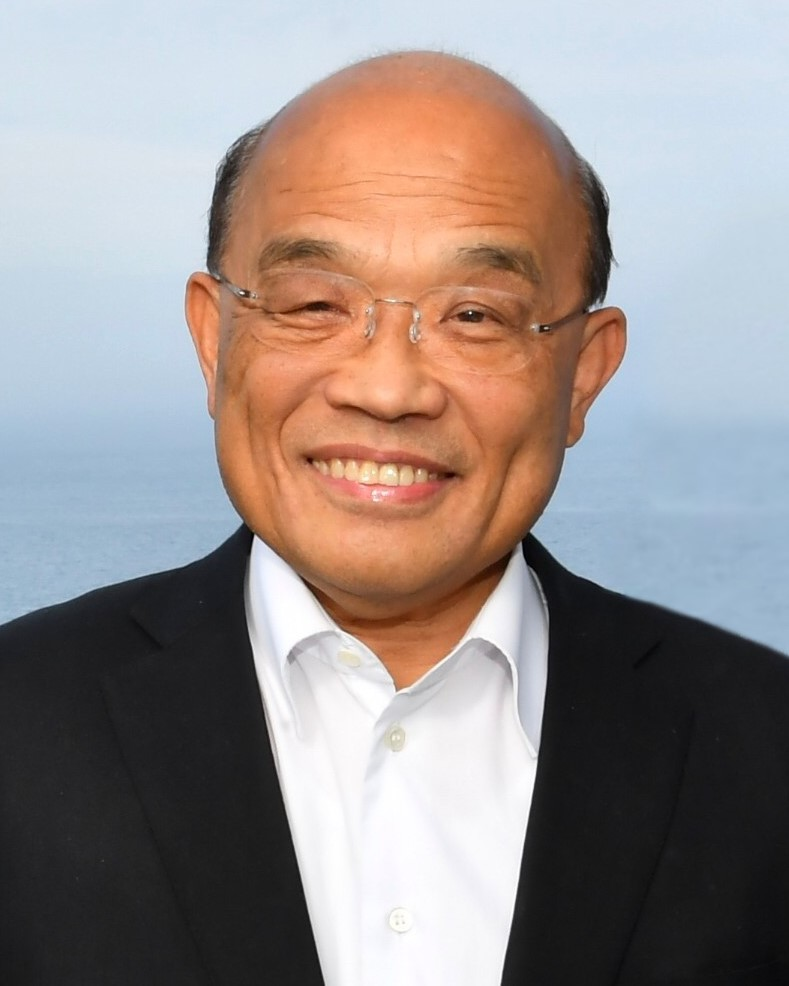
Su Tseng-chang, 2020

Su Tseng-chang (chinesisch 蘇貞昌 / 苏贞昌, Pinyin Sū Zhēnchāng, Pe̍h-ōe-jī So͘ Cheng-chhiong, * 28. Juli 1947 im Landkreis Pingtung) ist ein taiwanischer Politiker und ehemaliger Vorsitzender der Demokratischen Fortschrittspartei (DPP). Su war zudem zweimal Premierminister der Republik China (Taiwan), zuerst vom 25. Januar 2006 bis zum 12. Mai 2007 und zum zweiten Mal vom 14. Januar 2019 bis zum 31. Januar 2023. Damit war er der Premierminister mit der längsten Amtszeit seit der ersten Direktwahl des Präsidenten in Taiwan im Jahr 1996. Seit August 2024 gehört er dem offiziellen Beraterstab des taiwanischen Präsidenten Lai Ching-te an.

## Leben
Nach einem Studium der Rechtswissenschaften an der Nationaluniversität Taiwan arbeitete Su von 1973 bis 1983 als Rechtsanwalt. In dieser Zeit gehörte er zusammen mit dem späteren Präsidenten Chen Shui-bian zu den Verteidigern im sogenannten Kaohsiung-Vorfall, einem Meilenstein der taiwanischen Demokratiebewegung. 1986 gehörte er zu den Mitbegründern der Demokratischen Fortschrittspartei (DDP) und war 1993 deren Generalsekretär und 2005 Parteivorsitzender. In der zweiten Amtszeit Chen Shui-bians als Präsident fungierte Su vom 25. Januar 2006 bis zum 12. Mai 2007 als Premierminister Taiwans.
Su war einer der Bewerber um die DPP-Kandidatur für die Präsidentschaftswahlen 2008, zog seine Kandidatur aber zurück, nachdem er in den Vorwahlen von Frank Hsieh unterlag. Nach der Niederlage der DPP bei der Präsidentschaftswahl 2012 übernahm Su am 30. Mai 2012 zum zweiten Mal das Amt des Parteivorsitzenden, das er bis zu seiner Ablösung durch Tsai Ing-wen am 28. Mai 2014 innehatte. Seine Tochter Su Chiao-hui ist zurzeit eine Abgeordnete im Legislativ-Yuan.
Am 11. Januar 2019 wurde Su von der nun als Präsidentin amtierenden Tsai als Nachfolger von Lai Ching-te zum Vorsitzenden des Exekutiv-Yuans und damit (zum zweiten Mal nach 2006) zum Premierminister Taiwans ernannt. Er trat sein Amt am 14. Januar 2019 an. Am 19. Januar 2023 kündigte Su seinen Rücktritt an. Er übernahm damit teilweise die Verantwortung für die schwere Wahlniederlage der DPP bei den Kommunalwahlen am 26. November 2022. Am 31. Januar 2023 wurde Chen Chien-jen sein Nachfolger im Amt des Premierministers.
Am 1. August 2024 wurde Su in den offiziellen Beraterstab des taiwanischen Präsidenten Lai Ching-te berufen.